# Kråkshults socken
Kråkshults socken i Småland ingick i Östra härad (före 1886 även en del i Södra Vedbo härad), ingår sedan 1971 i Eksjö kommun i Jönköpings län och motsvarar från 2016 Kråkshults distrikt.
Socknens areal är 69,47 kvadratkilometer, varav land 66,79. År 2000 fanns här 160 invånare. Kyrkbyn Kråkshult med sockenkyrkan Kråkshults kyrka ligger i denna socken. 

## Administrativ historik
Kråkshults socken har medeltida ursprung.
1886 överfördes 18 5/8 mantal från Södra Vedbo härad till Östra härad som tidigare 12 5/8 mantal hört till. År 1885 överfördes från Hässleby socken till Kråkshult 1/4 mantal Vada och från Kråkshult till Hässleby 1/4 mantal Lilla Funghult nr 1 jämte utjord. 
Vid kommunreformen 1862 övergick socknens ansvar för de kyrkliga frågorna till Kråkshults församling och för de borgerliga frågorna till Kråkshults landskommun. Landskommunen inkorporerades 1952 i Mariannelunds köping och uppgick sedan 1971 i Eksjö kommun. Församlingen som 1962 överförts från Växjö stift till Linköpings stift uppgick 2010 i Hässleby-Kråkshults församling.
1 januari 2016 inrättades distriktet Kråkshult, med samma omfattning som församlingen hade 1999/2000.
Socknen har tillhört samma fögderier och domsagor som Östra härad. De indelta soldaterna tillhörde Kalmar regemente, Aspelands kompani och Smålands husarregemente, Södra Vedbo skvadron, Hvetlanda kompani.

## Geografi
Kråkshults socken ligger mellan Vetlanda och Vimmerby kring Emåns tillflöde Bjelkerumsån. Socknen är en höglänt skogs och bergsbygd.

## Fornlämningar
Några gravrösen och en hällkista från bronsåldern och tvåp mindre gravfält är kända.

## Namnet
Namnet (1300-talet början Kracsholth) kommer från kyrkbyn. Förleden är sannolikt ett mansnamn bildat på ordet kråkr, korp. Efterledet är hult, liten skog.

### Fotnoter
1. 1 2  Svensk Uppslagsbok andra upplagan 1947–1955: Kråkshult socken
2. 1 2  Harlén, Hans; Harlén Eivy (2003). Sverige från A till Ö: geografisk-historisk uppslagsbok. Stockholm: Kommentus. Libris 9337075. ISBN 91-7345-139-8
3. ↑  ”Församlingar”. Statistiska centralbyrån. https://www.scb.se/hitta-statistik/regional-statistik-och-kartor/regionala-indelningar/forsamlingar/. Läst 30 december 2022.
4. ↑  Administrativ historik för Kråkshult socken (Klicka på församlingsposten). Källa: Nationella arkivdatabasen, Riksarkivet.
5. ↑  Indelta soldater, torp och rotar i Jönköpings län Arkiverad 24 januari 2012 hämtat från the Wayback Machine. Jönköpingsbygdens Genealogiska Förening
6. 1 2  Sjögren, Otto (1931). Sverige geografisk beskrivning del 2 Östergötlands, Jönköpings, Kronobergs, Kalmar och Gotlands län. Stockholm: Wahlström & Widstrand. Libris 9939
7. 1 2 3  Nationalencyklopedin
8. ↑  Fornlämningar, Statens historiska museum: Kråkshults socken
9. ↑  Fornminnesregistret, Riksantikvarieämbetet: Kråkshults socken Fornminnen i socknen erhålls på kartan genom att skriva in sockennamn (utan "socken") i "Ange geografiskt område"
10. ↑  Mats Wahlberg, red (2003). Svenskt ortnamnslexikon. Uppsala: Institutet för språk och folkminnen. Libris 8998039. ISBN 91-7229-020-X. https://isof.diva-portal.org/smash/get/diva2:1175717/FULLTEXT02.pdf